# (37471) Popocatepetl
7082 P-L (asteroide 37471) é um asteroide da cintura principal. Possui uma excentricidade de 0.09675670 e uma inclinação de 22.13217º.
Este asteroide foi descoberto no dia 17 de outubro de 1960 por Cornelis Johannes van Houten e Ingrid van Houten-Groeneveld e Tom Gehrels em Palomar.